# BMW R63
De BMW R 63 is een motorfiets van het merk BMW.
In 1928 bracht BMW voor het eerst twee 750cc modellen op de markt. Ze werden niet in plaats van, maar naast de 500cc modellen op de markt gebracht. Zo leverde BMW in dat jaar twee 500cc modellen, de R 52 en R 57 en twee 750cc versies, de R 62 en de R 63. Nog steeds paste men hier twee principes op toe:
- Er werden steeds kleine series van één toermodel met zijklepmotor en één sportmodel met kopklepmotor uitgebracht
- Er werd gewerkt volgens het "Baukastensystem", waardoor zo veel mogelijk onderdelen uitwisselbaar waren.

De R 63 was de sportmotor van deze serie, de R 62 was de toermotor.
De machine had nog steeds het buisframe en een schommelvoorvork met bladvering die al vanaf het begin (R 32 in 1923) was toegepast. In het voorwiel zat een trommelrem, de achterrem was een transmissierem: een uitwendige rem op een trommel die op de aandrijfas zat.

## Technische Gegevens
| Periode            | 1928-1929                               | 1928-1929                               | 1928-1929                               |
| Categorie          | sportmotor                              | sportmotor                              | sportmotor                              |
| Motortype          | kopklepmotor                            | kopklepmotor                            | kopklepmotor                            |
| Bouwwijze          | langsgeplaatste tweecilinder boxermotor | langsgeplaatste tweecilinder boxermotor | langsgeplaatste tweecilinder boxermotor |
| boring             | 83 mm                                   | 83 mm                                   | 83 mm                                   |
| slag               | 68 mm                                   | 68 mm                                   | 68 mm                                   |
| Cilinderinhoud     | 735,8 cc                                | 735,8 cc                                | 735,8 cc                                |
| Max. Vermogen      | 18 kW/24 pk                             |                                         |                                         |
| Topsnelheid        | 140 km/h                                | 140 km/h                                | 140 km/h                                |
| Aandrijving        | as                                      | as                                      | as                                      |
| Rijwielgedeelte    | dubbel wiegframe type F 56              | dubbel wiegframe type F 56              | dubbel wiegframe type F 56              |
| Drooggewicht       | 155 kg                                  | 155 kg                                  | 155 kg                                  |
| Max. totaalgewicht | 395 kg                                  | 395 kg                                  | 395 kg                                  |
| Tankinhoud         | 12,5 ltr                                | 12,5 ltr                                | 12,5 ltr                                |
| Voorganger         | geen                                    | geen                                    | geen                                    |
| Opvolger           | R 16                                    | R 16                                    | R 16                                    |